# Arabian Gulf Oil Company
L'Arabian Gulf Oil Company in sigla Agoco è una compagnia petrolifera con sede a Bengasi in Libia impegnata nella ricerca di petrolio e gas naturale, produzione e raffinazione.
È una filiale della compagnia petrolifera statale National Oil Corporation (NOC).